# Filtro elettrostatico
Un filtro elettrostatico o elettrofiltro è un sistema di depurazione che permette la separazione del flusso di gas in ingresso dalle particelle inquinanti. Le particelle possono essere sia solide che liquide. Il sistema, attraverso una differenza di potenziale indotta tra degli elettrodi di emissione e di raccolta, realizza la separazione delle particelle contaminanti dal gas vettore che viene fatto fluire tra gli elettrodi. In uscita si ha quindi un flusso d'aria privo di contaminanti.

## Il meccanismo
Un sistema a filtri elettrostatici è costituito da:
- elettrodi di raccolta, a forma di piastre o tubolari
- elettrodi di scarica o di emissione, di forma filiforme. Questi sono posizionati parallelamente a quelli di raccolta (in modo coassiale nel caso di elettrodi di raccolta tubolari). Possono essere a sezione circolare, quadrata o a stella
- gruppo di alimentazione, per generale i livelli di tensione richiesti al processo (dai 30 ai 100kV), costituito da un trasformatore e da un raddrizzatore
- apparato per la pulizia periodica degli elettrodi di raccolta. Il metodo maggiormente impiegato è il sistema a secco che realizza il distacco delle polveri fissate sugli elettrodi percuotendo o trasmettendo vibrazioni all'elettrodo. Il sistema ad umido, realizza invece la rimozione del contaminante attraverso l'impiego di liquidi che scorrendo lungo le pareti dell'elettrodo di raccolta rimuovono il contaminante. Il sistema ad umido è utile nel caso si debba recuperare una parte del componente per poterlo riutilizzare nel ciclo produttivo in fase liquida, oppure nel caso i contaminanti risultino di difficile asportazione con la metodologia a secco. Gli svantaggi sono rappresentati da un maggior costo, dalla maggior complessità del sistema e dalla necessità di trattare i fanghi di scarto
- strutture di alloggiamento degli elettrodi e di distribuzione dei flussi di gas in ingresso e uscita
- da contenitori per la raccolta delle polveri (o dei fanghi nel caso del sistema ad umido).

Il trattamento consiste nell'applicare un'elevata differenza di potenziale tra gli elettrodi di emissione e di raccolta: in questo modo si ha la creazione, in prossimità degli elettrodi di emissione, di un forte campo elettrico. Il campo generato provoca la ionizzazione del gas (vettore delle particelle contaminanti) attorno alla superficie dell'elettrodo di emissione. L'effetto che si realizza prende il nome di effetto corona. Il flusso di gas che viene fatto passare tra le piastre di raccolta viene ionizzato, quindi gli ioni tendono a spostarsi dalla zona di corona verso gli elettrodi di raccolta. In questa fase gli ioni prodotti entrano in collisione con le particelle di contaminante in sospensione e cedono loro una carica elettrica (ogni particella può essere caricata dall'azione di più ioni, fino a raggiungere elevati livelli di carica). Le polveri cariche vengono quindi attirate verso gli elettrodi di raccolta dove sono trattenute e successivamente rimosse con il metodo a secco o ad umido. La rimozione dei depositi può anche essere effettuata durante il funzionamento senza dover sospendere la fase di trattamento, impiegando opportuni accorgimenti che evitano la dispersione delle particelle catturate.
Le caratteristiche principali dei filtri elettrostatici sono le elevate efficienze di rimozione (>90%) anche per granulometrie molto fini e la possibilità di recuperare i contaminanti in fase solida (tranne nel caso di elettrofiltri ad umido).
Non ci sono particolari limiti al flusso di gas in ingresso mentre per portate eccessivamente basse l'unico limite può essere dovuto al costo rilevante dell'impianto dal punto di vista sia dell'installazione sia della gestione. Inoltre gli impianti di abbattimento presentano ingombri non trascurabili per il fatto che gli elettrofiltri necessitano di flussi d'aria con velocità contenute (non superiori a 1,5 m/s) e questo richiede l'impiego di più sezioni per la realizzazione del sistema.
L'efficienza di rimozione delle particelle è influenzata dalla granulometria e resistività delle stesse. Il sistema presenta alti livelli di efficienza per particelle di dimensioni maggiori al micron e resistività comprese tra i 10^3 e 10^10 Ohm*cm. Per mantenere efficienze apprezzabili anche per polveri con resistività superiori a 10^11 Ohm*cm si devono adottare alcuni accorgimenti:
- mantenere sempre puliti gli elettrodi;
- migliorare l'efficienza degli alimentatori;
- aggiungere al gas vettore piccole quantità di agenti chimici con lo scopo di attenuare la resistività delle particelle.

## Applicazioni
I filtri elettrostatici sono impiegati per svariate tipologie di intervento vista la loro alta efficienza di abbattimento. Nell'analizzare le applicazioni si distinguono due ambiti di intervento, l'ambito civile e quello industriale.

### Ambito civile
I filtri elettrostatici destinati ad uso civile a volte prendono il nome di "filtri elettronici", per distinguerli da quelli elettrostatici usati nell'industria. Il campo di applicazione è quello degli impianti di condizionamento.
Questa tipologia di filtri è caratterizzata da:
- l'impiego di tensioni di alimentazione massime di 10 kV
- l'utilizzo di elementi filtranti intercambiabili in leghe di alluminio
- dalla possibilità di avere più stadi di filtrazione in serie, in modo da ampliare lo spettro di abbattimento
- costi dell'impianto e di gestione ridotti rispetto agli elettrofiltri industriali.

### Ambito industriale
In questo caso si distinguono due tipologie di filtro elettrostatico a seconda del campo di utilizzo.
La prima è rappresentata da dispositivi modulari preassemblati, impiegati per l'abbattimento dei fumi di saldatura, delle nebbie d'olio, del particolato ambientale, dei fumi prodotti dalla lavorazione e trattamento termico dei metalli (forgiatura, stampaggio, tempra) e da lavorazione di materie plastiche (taglio, macinatura);
La seconda tipologia è utilizzata per trattare flussi gassosi consistenti come quelli che derivano dalle lavorazioni industriali, dagli impianti estrattivi e di trattamento dei minerali, dalle centrali per la produzione di energia elettriche e di lavorazione di prodotti petroliferi trovano inoltre impiego in impianti di demolizione e riciclaggio.
Nella realizzazione di un sistema di abbattimento a filtro elettrostatico è utile tenere in considerazione i seguenti fattori:
- l'investimento iniziale che si intende effettuare
- i costi di manutenzione e di esercizio
- le dimensioni dell'impianto
- l'efficienza di abbattimento che si vuole raggiungere, tenendo conto delle caratteristiche chimico-fisiche degli inquinanti e dei limiti di emissione che si intendono ottenere.

Nel definire le specifiche dell'impianto di trattamento che si va realizzare è necessario tenere presente che un aumento dell'efficienza dall'80% al 96% può comportare un raddoppio dell'investimento iniziale necessario, mentre per un aumento fino al 99% può anche essere necessario un investimento triplo per la realizzazione dell'impianto.
Vista la complessità di implementazione di un sistema di trattamento ad elettrofiltri, il dimensionamento viene spesso effettuato per analogia, basandosi su esperienze sviluppate in impianti pilota.
In alcune applicazioni, come per esempio la neutralizzazione di sostanze di tipo gassoso o sotto forma di vapore, si sfruttano le reazioni chimico-fisico indotte all'interno del filtro (come la ozonizzazione – reazione che permette la trasformazione di ossigeno in ozono) per catturare le particelle inquinanti, che normalmente non potrebbero essere trattenute elettrostaticamente.